# Desafío 2023: The Box 3
Desafío 2023: The Box 3 es la decimonovena temporada del reality show colombiano Desafío, producido y transmitido por Caracol Televisión.
En esta ocasión, nuevamente se cuenta con Andrea Serna como presentadora principal, quien llega a su cuarta participación como conductora del programa. Además, por segunda vez, la abogada y exreina de belleza Gabriela Tafur es la encargada de desempeñar el rol de anfitriona especial.
Del mismo modo que en la edición anterior, un hombre y una mujer se alzarán con la victoria, y los premios a otorgar corresponderán a una suma total de 1 400 000 000 COP,

## Producción
En septiembre de 2022, tiempo después de la emisión del último episodio del Desafío The Box 2, fueron abiertas oficialmente las convocatorias para la siguiente versión del formato, que seguiría manejando la misma mecánica de las dos temporadas anteriores. El formulario estuvo habilitado hasta el 2 de octubre de ese año y, en el mes de diciembre, el Canal Caracol confirmó la programación de una nueva entrega del reality para el 2023.
De acuerdo con información ofrecida por Andrea Serna y Juan Esteban Sampedro, vicepresidente de entretenimiento de Caracol Televisión, ésta sería la última ocasión en la que el Desafío se desarrolla en la denominada La Ciudad de las Cajas, el espacio construido en medio de los pasajes selváticos de Tobia, Cundinamarca, utilizada desde la pandemia de COVID-19.
Desafío: The Box 3 se estrenó el 22 de marzo de 2023, luego de terminar las transmisiones de la primera temporada del talent show La descarga.

## Formato

Colombia, país donde se lleva a cabo el reality.

En esta oportunidad, la ciudadela ubicada en Tobia, Cundinamarca, que había servido como locación para albergar las dos últimas ediciones del programa, sufrió algunos cambios internos con el objetivo de dinamizar el formato. Entre ellos, la redistribución de espacios, la adecuación de nuevas pantallas y plataformas, y la adaptación de un nuevo sitio dentro del complejo, denominado Playa Baja, un lugar sin ningún tipo de comodidades, cuyo concepto había sido empleado por última vez en 2019.
La competencia reunió a 32 participantes de diversas zonas del país. Sin embargo, por primera ocasión desde 2015, éstos no fueron divididos inicialmente de acuerdo a su región de procedencia, puesto que el casting nacional determinó a los mejores aspirantes de la fase de inscripciones sin dar importancia al lugar del que provenían. En una prueba inaugural, los concursantes lucharán por conformar los equipos Alpha, Beta, Gamma y Omega. Del mismo modo, según el orden de llegada, recibirán dinero para dar inicio a la temporada. Cada uno de los grupos contará con su propia casa, la cual estará dotada de múltiples beneficios, como camas, piscinas, un mercado completo en alimentos, servicios públicos, entre otros. No obstante, a diferencia de las dos versiones anteriores, esta vez tendrán que utilizar parte del dinero ganado para cancelar periódicamente una especie de "arriendo". Quienes pierdan y no cuenten con el capital suficiente para cubrir la deuda, se verán obligados a dirigirse a Playa Baja, donde no encontrarán ningún suministro para sobrevivir durante los siguientes días.
Las competencias son distribuidas en 5 boxes, identificados por colores: amarillo (para las pruebas terrestres), azul (para las acuáticas), rojo (para las de contacto), arcoíris (para las aéreas) y negro (para los Desafíos a Muerte, donde los sentenciados a lo largo de la semana miden sus capacidades con el propósito de no salir del reality).

## Participantes
| Etapa 4 | Etapa 4      | Etapa 4      | Etapa 4      | Etapa 4      | Etapa 4      | Etapa 4                                                                                        | Etapa 4 | Etapa 4                                                                                       | Etapa 4 | Etapa 4                | Etapa 4 |
| Puesto  | Participante | Participante | Participante | Participante | Participante | Participante                                                                                   | Edad    | Resultado                                                                                     | Sent.   | Estadía (en capítulos) |         |
| ------- | ------------ | ------------ | ------------ | ------------ | ------------ | ---------------------------------------------------------------------------------------------- | ------- | --------------------------------------------------------------------------------------------- | ------- | ---------------------- | ------- |
| 1/2     |              |              |              |              |              | Alejandra Martínez Bogotá / Motociclista.                                                      | 24      | Ganadores del Desafío 2023.                                                                   | 5       | 66 días (Capítulo 82)  |         |
| 1/2     |              |              |              |              |              | Alejandro Calderón "Sensei" Pereira / Atleta de carreras de aventura.                          | 35      | Ganadores del Desafío 2023.                                                                   | 3       | 66 días (Capítulo 82)  |         |
| 3/4     |              |              |              |              |              | Kelly Ríos "Guajira" Dibulla / Abogada.                                                        | 29      | Finalistas del Desafío 2023.                                                                  | 4       | 66 días (Capítulo 82)  |         |
| 3/4     |              |              |              |              |              | Yan Pizo Cauca / Indígena de la etnia nasa.                                                    | 25      | Finalistas del Desafío 2023.                                                                  | 3       | 66 días (Capítulo 82)  |         |
| 5/6     |              |              |              |              |              | Óscar Rivas "Kaboom" Buenaventura / Campeón mundial de boxeo.                                  | 35      | Semifinalistas Eliminados en repechaje En prueba de fuerza, agilidad, resistencia y puntería. | 3       | 65 días (Capítulo 81)  |         |
| 5/6     |              |              |              |              |              | Juliana Tovar Girón / Atleta fitness.                                                          | 22      | Semifinalistas Eliminados en repechaje En prueba de fuerza, agilidad, resistencia y puntería. | 4       | 65 días (Capítulo 81)  |         |
| 7       |              |              |              |              |              | Sara Velásquez Pereira / Preparadora de vida saludable.                                        | 21      | Semifinalistas Eliminados En prueba de agilidad, destreza, fuerza, precisión y resistencia.   | 4       | 64 días (Capítulo 80)  |         |
| 8       |              |              |              |              |              | Byron Riveros Guaviare / Comunicador social.                                                   | 25      | Semifinalistas Eliminados En prueba de agilidad, destreza, fuerza, precisión y resistencia.   | 4       | 63 días (Capítulo 79)  |         |
| Etapa 3 |              |              |              |              |              |                                                                                                |         |                                                                                               |         |                        |         |
| 9/10    |              |              |              |              |              | Maira Padilla "Mai" Cali / Deportista de alto rendimiento.                                     | 26      | 12.os Eliminados En prueba de agilidad, destreza y precisión                                  | 3       | 62 días (Capítulo 78)  |         |
| 9/10    |              |              |              |              |              | Rafael Rapelo Santa Marta / Entrenador de patinaje infantil.                                   | 26      | 12.os Eliminados En prueba de agilidad, destreza y precisión                                  | 4       | 62 días (Capítulo 78)  |         |
| 11/12   |              |              |              |              |              | Johana Gómez "Flaca" Medellín / Microempresaria.                                               | 25      | 11.os Eliminados En prueba de fuerza, resistencia, destreza y paciencia.                      | 3       | 58 días (Capítulo 73)  |         |
| 11/12   |              |              |              |              |              | Alejandro Escudero Medellín / Cantante.                                                        | 32      | 11.os Eliminados En prueba de fuerza, resistencia, destreza y paciencia.                      | 6       | 58 días (Capítulo 73)  |         |
| 13/14   |              |              |              |              |              | Sara Cifuentes Pereira / Atleta crossfit.                                                      | 30      | 10.os Eliminados En prueba de resistencia, destreza y puntería                                | 2       | 54 días (Capítulo 68)  |         |
| 13/14   |              |              |              |              |              | Ricky Rodríguez Santa Marta / Panadero artesanal.                                              | 27      | 10.os Eliminados En prueba de resistencia, destreza y puntería                                | 2       | 54 días (Capítulo 68)  |         |
| 15/16   |              |              |              |              |              | Daniela Taborda Tuluá / Activista LGBTIQ+.                                                     | 29      | 9.os Eliminados En prueba de fuerza, resistencia y precisión.                                 | 3       | 51 días (Capítulo 63)  |         |
| 15/16   |              |              |              |              |              | Iván Gutiérrez Campoalegre / Actor.                                                            | 28      | 9.os Eliminados En prueba de fuerza, resistencia y precisión.                                 | 3       | 51 días (Capítulo 63)  |         |
| Etapa 2 |              |              |              |              |              |                                                                                                |         |                                                                                               |         |                        |         |
| 17      |              |              |              |              |              | Valeria Restrepo Maicao / Actriz.                                                              | 24      | 8.va Eliminada En prueba de agilidad, destreza y equilibrio                                   | 3       | 46 días (Capítulo 57)  |         |
| 18      |              |              |              |              |              | Juan Pablo Ángel "JP" Cali / Ganadero.                                                         | 28      | 7.mo Eliminado En prueba de fuerza, resistencia y destreza                                    | 2       | 30 días (Capítulo 52)  |         |
| 19      |              |              |              |              |              | Kate López Carepa / Empresaria.                                                                | 29      | Lesionada Abandona la competencia por lesión.                                                 | 2       | 40 días (Capítulo 50)  |         |
| 20      |              |              |              |              |              | Camilo Bogdan Bogotá / TikToker.                                                               | 29      | Lesionado Abandona la competencia por lesión.                                                 | 1       | 37 días (Capítulo 46)  |         |
| 21      |              |              |              |              |              | David Mateus Bogotá / Acróbata callejero.                                                      | 22      | 6.to Eliminado En prueba de fuerza, destreza y precisión                                      | 3       | 35 días (Capítulo 44)  |         |
| 22      |              |              |              |              |              | Alejandra Ulloa "Gema" Moniquirá / Artesana, Modelo webcam y Actriz de Películas Para Adultos. | 30      | 5.ta Eliminada En prueba de fuerza, agilidad, resistencia y precisión.                        | 4       | 31 días (Capítulo 39)  |         |
| 23      |              |              |              |              |              | Douglas Mackarthur Bueno Cúcuta / Líder comunitario.                                           | 29      | Lesionado Abandona la competencia por lesión.                                                 | 3       | 28 días (Capítulo 34)  |         |
| 24      |              |              |              |              |              | Maryam Gómez † Villavicencio / Instructora personal.                                           | 27      | 4.ta Eliminada En prueba de agilidad, equilibrio y puntería                                   | 1       | 25 días (Capítulo 29)  |         |
| 25      |              |              |              |              |              | Franklin Reyes "Black" Puerto Asís / Instructor personal.                                      | 25      | Renuncia a la competencia.                                                                    | 1       | 22 días (Capítulo 24)  |         |
| 26      |              |              |              |              |              | Saskya Badrán Guaranda / Modelo.                                                               | 28      | Lesionada Abandona la competencia por lesión.                                                 | 1       | 22 días (Capítulo 24)  |         |
| Etapa 1 |              |              |              |              |              |                                                                                                |         |                                                                                               |         |                        |         |
| 27      |              |              |              |              |              | Carolina Abadía Quibdó / Exporrista.                                                           | 27      | 3.ra Eliminada En prueba de agilidad, equilibrio y precisión.                                 | 1       | 16 días (Capítulo 18)  |         |
| 28      |              |              |              |              |              | Alfredo Martínez Barranquilla / Administrador deportivo.                                       | 28      | 2.do Eliminado En prueba de agilidad, equilibrio y precisión.                                 | 1       | 12 días (Capítulo 13)  |         |
| 29/30   |              |              |              |              |              | Margoth Salazar Buenaventura / Arquitecta.                                                     | 30      | Lesionados Abandonan la competencia por lesión.                                               | 0       | 11 días (Capítulo 11)  |         |
| 29/30   |              |              |              |              |              | Federico Orjuela "Felino" Subachoque / Conductor de TransMilenio.                              | 34      | Lesionados Abandonan la competencia por lesión.                                               | 0       | 11 días (Capítulo 11)  |         |
| 31/32   |              |              |              |              |              | Paz Ruiz Bogotá / Odontóloga.                                                                  | 21      | 1.os Eliminados En prueba de agilidad, equilibrio y precisión.                                | 1       | 5 días (Capítulo 3)    |         |
| 31/32   |              |              |              |              |              | Daniel Murillo "Primo" Chocó / YouTuber.                                                       | 23      | 1.os Eliminados En prueba de agilidad, equilibrio y precisión.                                | 1       | 5 días (Capítulo 3)    |         |

1. ↑  Alejandra Martínez y Alejandro Escudero fueron los segundos eliminados y, antes de regresar a la competencia en reemplazo de Margoth Salazar y Federico Orjuela, estuvieron 1 día fuera de la competencia.
2. ↑  Guajira fue eliminada en el tercer ciclo y, antes de regresar a la competencia en reemplazo de Saskya Badrán, estuvo 9 días fuera de la competencia.
3. ↑  Sara Velásquez fue la novena eliminada y, antes de regresar a la competencia en reemplazo de Kate López, estuvo 1 día fuera de la competencia.
4. ↑  Byron Riveros fue el séptimo eliminado y, antes de regresar a la competencia en reemplazo de Camilo Bogdan, estuvo 8 días fuera de la competencia.
5. ↑  JP fue el cuarto eliminado y, antes de regresar a la competencia en reemplazo de  Douglas Mackarthur, estuvo 11 días fuera de la competencia.

Leyenda
| - Día 1 hasta el día 17 Participante del equipo Alpha. Participante del equipo Beta. Participante del equipo Gamma. Participante del equipo Omega. | - Día 18 hasta el día 47 Participante del equipo Alpha. Participante del equipo Beta. Participante del equipo Gamma. | - Desde el día 48 Participante del equipo Alpha. Participante del equipo Beta. |

### Distribución de equipos
| Etapa 1                     | Etapa 1                | Etapa 1      |
| Equipos                     | Competidores           | Competidores |
| --------------------------- | ---------------------- | ------------ |
| Alpha                       |                        |              |
| Alejandro Calderón "Sensei" | Sara Cifuentes         |              |
| Rafael Rapelo               | Juliana Tovar          |              |
| Byron Riveros               | Daniela Taborda        |              |
| Camilo Bogdan               | Maryam Gómez           |              |
| Beta                        |                        |              |
| Óscar Rivas "Kaboom"        | Alejandra Ulloa "Gema" |              |
| Alfredo Martínez            | Valeria Restrepo       |              |
| Ricky Rodríguez             | Kelly Ríos "Guajira"   |              |
| Douglas Mackarthur Bueno    | Sara Velásquez         |              |
| Gamma                       |                        |              |
| David Mateus                | Maira Padilla "Mai"    |              |
| Yan Pizo                    | Margoth Salazar        |              |
| Franklin Reyes "Black"      | Carolina Abadía        |              |
| Iván Gutiérrez              | Johana Gómez "Flaca"   |              |
|                             | Alejandra Martínez     |              |
| Omega                       |                        |              |
| Juan Pablo Ángel "JP"       | Saskya Badrán          |              |
| Federico Orjuela "Felino"   | Kate López             |              |
| Daniel Murillo "Primo"      | Alejandra Martínez     |              |
| Alejandro Escudero          | Paz Ruiz               |              |
| Etapa 2                     |                        |              |
| Equipos                     | Competidores           | Competidores |
| Alpha                       |                        |              |
| Alejandro Calderón "Sensei" | Sara Cifuentes         |              |
| Rafael Rapelo               | Valeria Restrepo       |              |
| Douglas Mackarthur Bueno    | Daniela Taborda        |              |
| Camilo Bogdan               | Alejandra Martínez     |              |
| Juan Pablo Ángel "JP"       |                        |              |
| Byron Riveros               |                        |              |
| Beta                        |                        |              |
| Ricky Rodríguez             | Maryam Gómez           |              |
| Byron Riveros               | Juliana Tovar          |              |
| Yan Pizo                    | Kate López             |              |
| Alejandro Escudero          | Sara Velásquez         |              |
| Gamma                       |                        |              |
| Franklin Reyes "Black"      | Maira Padilla "Mai"    |              |
| David Mateus                | Saskya Badrán          |              |
| Óscar Rivas "Kaboom"        | Alejandra Ulloa "Gema" |              |
| Iván Gutiérrez              | Johana Gómez "Flaca"   |              |
|                             | Kelly Ríos "Guajira"   |              |
| Etapa 3                     |                        |              |
| Alpha                       |                        |              |
| Alejandro Calderón "Sensei" | Sara Cifuentes         |              |
| Óscar Rivas "Kaboom"        | Daniela Taborda        |              |
| Byron Riveros               | Johana Gómez "Flaca"   |              |
| Ricky Rodríguez             | Alejandra Martínez     |              |
| Beta                        |                        |              |
| Rafael Rapelo               | Juliana Tovar          |              |
| Yan Pizo                    | Kelly Ríos "Guajira"   |              |
| Iván Gutiérrez              | Maira Padilla "Mai"    |              |
| Alejandro Escudero          | Sara Velásquez         |              |
| Etapa 4                     |                        |              |
| Fusión                      |                        |              |
| Alejandro Calderón "Sensei" | Juliana Tovar          |              |
| Óscar Rivas "Kaboom"        | Sara Velásquez         |              |
| Yan Pizo                    | Kelly Ríos "Guajira"   |              |
| Byron Riveros               | Alejandra Martínez     |              |

Leyenda
     Participante eliminado(a).
     Participante que abandona por lesión.
     Participante que renuncia a la competencia.
     Participante eliminado(a) pero es reingresado(a).
     Participante que pasa a la siguiente etapa.
     Participante eliminado(a) en la semifinal.
     Participante finalista.
     Participante ganador.

## Resultados generales
| Semana       | Semana       | Semana       | Semana       | Semana       | Semana       | 1           | 2           | 3           | 3           | 4           | 5        | 6           | 7           | 8           | 9           | 10          | 10          | 11          | 12          | 13          | 14          | 15          | 16          | Semifinal  | Semifinal  | Final      |
| Participante | Participante | Participante | Participante | Participante | Participante | Etapa 1     | Etapa 1     | Etapa 1     | Etapa 1     | Etapa 1     | Etapa 2  | Etapa 2     | Etapa 2     | Etapa 2     | Etapa 2     | Etapa 2     | Etapa 2     | Etapa 2     | Etapa 2     | Etapa 3     | Etapa 3     | Etapa 3     | Etapa 3     | Etapa 4    | Etapa 4    | Etapa 4    |
| ------------ | ------------ | ------------ | ------------ | ------------ | ------------ | ----------- | ----------- | ----------- | ----------- | ----------- | -------- | ----------- | ----------- | ----------- | ----------- | ----------- | ----------- | ----------- | ----------- | ----------- | ----------- | ----------- | ----------- | ---------- | ---------- | ---------- |
|              |              |              |              |              | Aleja        | Continúa    | Eliminada   | Regr.       | Cont.       | Continúa    | Continúa | Sentenciada | Continúa    | Continúa    | Continúa    | Continúa    | Continúa    | Continúa    | Sentenciada | Continúa    | Continúa    | Sentenciada | Sentenciada | Continúa   | Gana       | Ganadores  |
|              |              |              |              |              | Sensei       | Continúa    | Continúa    | Continúa    | Continúa    | Continúa    | Continúa | Continúa    | Continúa    | Continúa    | Sentenciado | Continúa    | Continúa    | Continúa    | Continúa    | Continúa    | Sentenciado | Continúa    | Continúa    | Gana       | Gana       | Ganadores  |
|              |              |              |              |              | Guajira      | Continúa    | Continúa    | Eliminada   | Eliminada   |             | Regresa  | Sentenciada | Continúa    | Sentenciada | Continúa    | Continúa    | Continúa    | Continúa    | Continúa    | Continúa    | Sentenciada | Continúa    | Continúa    | Gana       | Gana       | Finalistas |
|              |              |              |              |              | Yan          | Sentenciado | Sentenciado | Continúa    | Continúa    | Continúa    | Continúa | Continúa    | Continúa    | Continúa    | Sentenciado | Continúa    | Continúa    | Continúa    | Continúa    | Continúa    | Continúa    | Continúa    | Continúa    | Continúa   | Gana       | Finalistas |
|              |              |              |              |              | Kaboom       | Continúa    | Continúa    | Sentenciado | Sentenciado | Sentenciado | Continúa | Continúa    | Continúa    | Continúa    | Continúa    | Continúa    | Continúa    | Continúa    | Continúa    | Continúa    | Continúa    | Sentenciado | Continúa    | Continúa   | Eliminados |            |
|              |              |              |              |              | Juli         | Continúa    | Sentenciada | Continúa    | Continúa    | Continúa    | Continúa | Sentenciada | Continúa    | Continúa    | Continúa    | Sentenciada | Sentenciada | Continúa    | Continúa    | Sentenciada | Continúa    | Continúa    | Continúa    | Continúa   | Eliminados |            |
|              |              |              |              |              | Sara         | Continúa    | Sentenciada | Sentenciada | Sentenciada | Sentenciada | Continúa | Continúa    | Continúa    | Continúa    | Continúa    | Eliminada   | Eliminada   | Regresa     | Continúa    | Continúa    | Continúa    | Continúa    | Continúa    | Eliminados |            |            |
|              |              |              |              |              | Byron        | Continúa    | Continúa    | Continúa    | Continúa    | Continúa    | Continúa | Continúa    | Eliminado   |             |             | Regr.       | Cont.       | Sentenciado | Continúa    | Sentenciado | Continúa    | Continúa    | Sentenciado | Eliminados |            |            |
|              |              |              |              |              | Mai          | Continúa    | Continúa    | Continúa    | Continúa    | Continúa    | Continúa | Continúa    | Continúa    | Sentenciada | Continúa    | Sentenciada | Sentenciada | Continúa    | Continúa    | Continúa    | Continúa    | Continúa    | Eliminados  |            |            |            |
|              |              |              |              |              | Rapelo       | Continúa    | Continúa    | Continúa    | Continúa    | Continúa    | Continúa | Continúa    | Continúa    | Continúa    | Sentenciado | Continúa    | Continúa    | Sentenciado | Continúa    | Continúa    | Continúa    | Continúa    | Eliminados  |            |            |            |
|              |              |              |              |              | Flaca        | Sentenciada | Continúa    | Continúa    | Continúa    | Continúa    | Continúa | Continúa    | Continúa    | Sentenciada | Continúa    | Continúa    | Continúa    | Continúa    | Continúa    | Continúa    | Continúa    | Eliminados  |             |            |            |            |
|              |              |              |              |              | Escudero     | Continúa    | Eliminado   | Regr.       | Cont.       | Sentenciado | Continúa | Continúa    | Sentenciado | Continúa    | Continúa    | Continúa    | Continúa    | Sentenciado | Continúa    | Continúa    | Continúa    | Eliminados  |             |            |            |            |
|              |              |              |              |              | Cifuentes    | Continúa    | Continúa    | Continúa    | Continúa    | Continúa    | Continúa | Continúa    | Continúa    | Continúa    | Continúa    | Continúa    | Continúa    | Continúa    | Sentenciada | Continúa    | Eliminados  |             |             |            |            |            |
|              |              |              |              |              | Ricky        | Continúa    | Continúa    | Sentenciado | Sentenciado | Continúa    | Continúa | Continúa    | Continúa    | Continúa    | Continúa    | Continúa    | Continúa    | Continúa    | Continúa    | Continúa    | Eliminados  |             |             |            |            |            |
|              |              |              |              |              | Daniela      | Continúa    | Continúa    | Continúa    | Continúa    | Continúa    | Continúa | Continúa    | Continúa    | Sentenciada | Continúa    | Continúa    | Continúa    | Continúa    | Sentenciada | Eliminados  |             |             |             |            |            |            |
|              |              |              |              |              | Iván         | Sentenciado | Continúa    | Continúa    | Continúa    | Continúa    | Continúa | Continúa    | Sentenciado | Continúa    | Continúa    | Continúa    | Continúa    | Continúa    | Continúa    | Eliminados  |             |             |             |            |            |            |
|              |              |              |              |              | Valeria      | Sentenciada | Continúa    | Sentenciada | Sentenciada | Continúa    | Continúa | Continúa    | Continúa    | Continúa    | Continúa    | Continúa    | Continúa    | Continúa    | Eliminada   |             |             |             |             |            |            |            |
|              |              |              |              |              | JP           | Continúa    | Continúa    | Continúa    | Continúa    | Eliminado   |          |             | Regresa     | Continúa    | Continúa    | Continúa    | Continúa    | Eliminado   |             |             |             |             |             |            |            |            |
|              |              |              |              |              | Kate         | Continúa    | Continúa    | Continúa    | Continúa    | Sentenciada | Continúa | Continúa    | Continúa    | Continúa    | Continúa    | Sentenciada | Sentenciada | Retirada    |             |             |             |             |             |            |            |            |
|              |              |              |              |              | Bogdan       | Continúa    | Sentenciado | Continúa    | Continúa    | Continúa    | Continúa | Continúa    | Continúa    | Continúa    | Continúa    | Retirado    | Retirado    |             |             |             |             |             |             |            |            |            |
|              |              |              |              |              | Mateus       | Continúa    | Sentenciado | Continúa    | Continúa    | Continúa    | Continúa | Continúa    | Sentenciado | Continúa    | Eliminado   |             |             |             |             |             |             |             |             |            |            |            |
|              |              |              |              |              | Gema         | Sentenciada | Sentenciada | Sentenciada | Sentenciada | Continúa    | Continúa | Continúa    | Continúa    | Eliminada   |             |             |             |             |             |             |             |             |             |            |            |            |
|              |              |              |              |              | Mackarthur   | Continúa    | Continúa    | Sentenciado | Sentenciado | Sentenciado | Continúa | Continúa    | Retirado    |             |             |             |             |             |             |             |             |             |             |            |            |            |
|              |              |              |              |              | Maryam       | Continúa    | Continúa    | Continúa    | Continúa    | Continúa    | Continúa | Eliminada   |             |             |             |             |             |             |             |             |             |             |             |            |            |            |
|              |              |              |              |              | Black        | Sentenciado | Continúa    | Continúa    | Continúa    | Continúa    | Renuncia |             |             |             |             |             |             |             |             |             |             |             |             |            |            |            |
|              |              |              |              |              | Saskya       | Continúa    | Continúa    | Continúa    | Continúa    | Sentenciada | Retirada |             |             |             |             |             |             |             |             |             |             |             |             |            |            |            |
|              |              |              |              |              | Caro         | Continúa    | Continúa    | Continúa    | Continúa    | Eliminada   |          |             |             |             |             |             |             |             |             |             |             |             |             |            |            |            |
|              |              |              |              |              | Alfredo      | Continúa    | Continúa    | Eliminado   | Eliminado   |             |          |             |             |             |             |             |             |             |             |             |             |             |             |            |            |            |
|              |              |              |              |              | Margoth      | Continúa    | Continúa    | Retirados   | Retirados   |             |          |             |             |             |             |             |             |             |             |             |             |             |             |            |            |            |
|              |              |              |              |              | Felino       | Continúa    | Continúa    | Retirados   | Retirados   |             |          |             |             |             |             |             |             |             |             |             |             |             |             |            |            |            |
|              |              |              |              |              | Paz          | Eliminados  |             |             |             |             |          |             |             |             |             |             |             |             |             |             |             |             |             |            |            |            |
|              |              |              |              |              | Primo        | Eliminados  |             |             |             |             |          |             |             |             |             |             |             |             |             |             |             |             |             |            |            |            |

Leyenda
| Color | Significado |
| ----- | --- |
|       | • El participante es nominado a Desafío a Muerte por el equipo ganador del Desafío de Sentencia.                                             |
|       | • El participante es nominado a Desafío a Muerte como castigo por romper las reglas.                                                         |
|       | • El participante no es sentenciado a lo largo de la semana, por lo tanto, avanza al siguiente ciclo.                                        |
|       | • El participante queda eliminado del programa.                                                                                              |
|       | • El participante abandona por lesión. |
|       | • El participante es sentenciado a Desafío a Muerte, pero se salva de asistir a la prueba gracias a una infracción cometida por otro equipo. |
|       | • El participante regresa en reemplazo de un participante retirado o expulsado.                                                              |
|       | • El participante renuncia a la competencia.                                                                                                 |
|       | • El participante gana la prueba de la semifinal y se mantiene en competencia.                                                               |
|       | • El participante es finalista de la competencia.                                                                                            |
|       | • El participante es el ganador de la competencia.                                                                                           |

## Competencias

### Desafío de Capitanes
A partir de la etapa 2, para el Desafío de Capitanes, cada grupo elige un representante, el cual debe evitar ocupar el último lugar en la prueba, para que así no se desintegre el equipo al que pertenece y‚ por consiguiente‚ éste deje de existir durante el resto del programa.
| Etapa 2 | Etapa 2                     | Etapa 2             | Etapa 2            | Etapa 2                | Etapa 2                | Etapa 2              | Etapa 2                     | Etapa 2          |
| Sem.    | Representante Alpha         | Representante Beta  | Representante Beta | Representante Gamma    | Representante Gamma    | Representante Omega  | Ganador                     | Equipo Eliminado |
| ------- | --------------------------- | ------------------- | ------------------ | ---------------------- | ---------------------- | -------------------- | --------------------------- | ---------------- |
| 5       | Alejandro Calderón "Sensei" | Ricky Rodríguez     | Ricky Rodríguez    | Franklin Reyes "Black" | Franklin Reyes "Black" | Alejandro Escudero   | Alejandro Calderón "Sensei" | Omega            |
| Etapa 3 |                             |                     |                    |                        |                        |                      |                             |                  |
| Sem.    | Representante Alpha         | Representante Alpha | Representante Beta | Representante Beta     | Representante Gamma    | Representante Gamma  | Ganadora                    | Equipo Eliminado |
| 13      | Sara Cifuentes              | Sara Cifuentes      | Juliana Tovar      | Juliana Tovar          | Kelly Ríos "Guajira"   | Kelly Ríos "Guajira" | Sara Cifuentes              | Gamma            |

### Conformación de los equipos
Los 32 concursantes se enfrentaron a una competencia inicial divididos por géneros, cuyo resultado definió la conformación de los equipos. La competencia consistió en una carrera de atletismo a través de una montaña, recorriendo una pista de 2 km de longitud. En el punto más lejano de la carrera, los desafiantes encontraron una serie de llaves, de las que tuvieron que elegir sólo una. Cuando tomaron su respectiva llave, se devolvieron nuevamente por el mismo tramo, en el que fueron encontrando, en orden, las casas de cada grupo: Alpha, Beta, Gamma y Omega. De esta manera, los 4 primeros participantes en obtener su llave se convirtieron en integrantes del equipo Alpha y ganaron 20 000 000 COP de manera individual, los 4 siguientes ingresaron a Beta y se hicieron con 10 000 000 COP, los próximos 4 entraron en Gamma y fueron acreedores de 5 000 000 COP, mientras que los últimos 4 jugadores llegaron a Omega con sólo 1 000 000 COP.
| Etapa 1 | Etapa 1                     | Etapa 1         | Etapa 1 | Etapa 1                  | Etapa 1                | Etapa 1 | Etapa 1                | Etapa 1              | Etapa 1 | Etapa 1                   | Etapa 1            |
| Equipos | Equipos                     | Equipos         | Equipos | Equipos                  | Equipos                | Equipos | Equipos                | Equipos              | Equipos | Equipos                   | Equipos            |
| ------- | --------------------------- | --------------- | ------- | ------------------------ | ---------------------- | ------- | ---------------------- | -------------------- | ------- | ------------------------- | ------------------ |
| Alpha   | Alpha                       | Alpha           | Beta    | Beta                     | Beta                   | Gamma   | Gamma                  | Gamma                | Omega   | Omega                     | Omega              |
| Lugar   | Hombres                     | Mujeres         | Lugar   | Hombres                  | Mujeres                | Lugar   | Hombres                | Mujeres              | Lugar   | Hombres                   | Mujeres            |
| 1       | Alejandro Calderón "Sensei" | Sara Cifuentes  | 5       | Óscar Rivas "Kaboom"     | Alejandra Ulloa "Gema" | 9       | David Mateus           | Maira Padilla "Mai"  | 13      | Juan Pablo Ángel "JP"     | Saskya Badrán      |
| 2       | Rafael Rapelo               | Juliana Tovar   | 6       | Alfredo Martínez         | Valeria Restrepo       | 10      | Yan Pizo               | Margoth Salazar      | 14      | Federico Orjuela "Felino" | Kate López         |
| 3       | Byron Riveros               | Daniela Taborda | 7       | Ricky Rodríguez          | Kelly Ríos "Guajira"   | 11      | Franklin Reyes "Black" | Carolina Abadía      | 15      | Daniel Murillo "Primo"    | Alejandra Martínez |
| 4       | Camilo Bogdan               | Maryam Gómez    | 8       | Douglas Mackarthur Bueno | Sara Velásquez         | 12      | Iván Gutiérrez         | Johana Gómez "Flaca" | 16      | Alejandro Escudero        | Paz Ruiz           |

| Etapa 2                     | Etapa 2            | Etapa 2            | Etapa 2        | Etapa 2                | Etapa 2                |
| Equipos                     | Equipos            | Equipos            | Equipos        | Equipos                | Equipos                |
| --------------------------- | ------------------ | ------------------ | -------------- | ---------------------- | ---------------------- |
| Alpha                       | Alpha              | Beta               | Beta           | Gamma                  | Gamma                  |
| Hombres                     | Mujeres            | Hombres            | Mujeres        | Hombres                | Mujeres                |
| Alejandro Calderón "Sensei" | Sara Cifuentes     | Ricky Rodríguez    | Maryam Gómez   | Franklin Reyes "Black" | Johana Gómez "Flaca"   |
| Rafael Rapelo               | Daniela Taborda    | Byron Riveros      | Juliana Tovar  | Iván Gutiérrez         | Maira Padilla "Mai"    |
| Camilo Bogdan               | Valeria Restrepo   | Yan Pizo           | Kate López     | Óscar Rivas "Kaboom"   | Saskya Badrán          |
| Douglas Mackarthur Bueno    | Alejandra Martínez | Alejandro Escudero | Sara Velásquez | David Mateus           | Alejandra Ulloa "Gema" |

| Etapa 3                     | Etapa 3              | Etapa 3            | Etapa 3              |
| Equipos                     | Equipos              | Equipos            | Equipos              |
| Alpha                       | Alpha                | Beta               | Beta                 |
| Hombres                     | Mujeres              | Hombres            | Mujeres              |
| --------------------------- | -------------------- | ------------------ | -------------------- |
| Alejandro Calderón "Sensei" | Sara Cifuentes       | Rafael Rapelo      | Juliana Tovar        |
| Óscar Rivas "Kaboom"        | Johana Gómez "Flaca" | Yan Pizo           | Kelly Ríos "Guajira" |
| Byron Riveros               | Daniela Taborda      | Iván Gutiérrez     | Maira Padilla "Mai"  |
| Ricky Rodríguez             | Alejandra Martínez   | Alejandro Escudero | Sara Velásquez       |

### Desafío de sentencia y hambre
En este desafío, los equipos se enfrentan entre sí con el objetivo de preservar los alimentos con los que cuentan en cada casa. El grupo que ocupe el primer lugar podrá mantener toda su alacena intacta, mientras que el que quede en segundo puesto tendrá que elegir un grupo de alimentos con los que tratará de sobrevivir durante todo el ciclo. Finalmente, los dos equipos restantes perderán toda su comida temporalmente. Como dato adicional, los ganadores de la prueba tomarán la decisión de sentenciar a dos rivales, un hombre y una mujer de cualquier equipo, quienes estarán en la obligación de portar un pesado chaleco hasta que lleguen al Desafío a Muerte.
| Etapa 1 | Etapa 1 | Etapa 1   | Etapa 1    | Etapa 1    | Etapa 1    | Etapa 1      | Etapa 1        |
| Semana  | Box     | Ganadores | 2.do Lugar | 3.er Lugar | 4.to Lugar | Sentenciados | Sentenciados   |
| ------- | ------- | --------- | ---------- | ---------- | ---------- | ------------ | -------------- |
| 1       |         | Alpha     | Gamma      | Beta       | Omega      | Iván         | Paz            |
| 2       |         | Gamma     | Alpha      | Beta       | Omega      | Bogdan       | Sara           |
| 3       |         | Alpha     | Beta       | Gamma      | Omega      | Alfredo      | Guajira        |
| 4       |         | Alpha     | Gamma      | Beta       | Omega      | JP           | Sara           |
| Etapa 2 |         |           |            |            |            |              |                |
| Semana  | Box     | Ganadores | Ganadores  | 2.do Lugar | 2.do Lugar | 3.er Lugar   | Sentenciado(a) |
| 5       |         | Gamma     | Gamma      | Beta       | Beta       | Alpha        | Rapelo         |
| 6       |         | Alpha     | Alpha      | Beta       | Beta       | Gamma        | Maryam         |
| 7       |         | Alpha     | Alpha      | Beta       | Beta       | Gamma        | Mateus         |
| 8       |         | Gamma     | Gamma      | Alpha      | Alpha      | Beta         | Daniela        |
| 9       |         | Gamma     | Gamma      | Beta       | Beta       | Alpha        | Rapelo         |
| 10      |         | Gamma     | Gamma      | Alpha      | Alpha      | Beta         | Juli           |
| 11      |         | Alpha     | Alpha      | Gamma      | Gamma      | Beta         | Escudero       |
| 12      |         | Gamma     | Gamma      | Beta       | Beta       | Alpha        | Cifuentes      |
| Etapa 3 |         |           |            |            |            |              |                |
| Semana  | Box     | Ganadores | Ganadores  | Derrotados | Derrotados | Sentenciado  | Sentenciado    |
| 13      |         | Beta      | Beta       | Alpha      | Alpha      | Byron        | Byron          |
| 14      |         | Beta      | Beta       | Alpha      | Alpha      | Ricky        | Ricky          |
| 15      |         | Beta      | Beta       | Alpha      | Alpha      | Kaboom       | Kaboom         |
| 16      |         | Beta      | Beta       | Alpha      | Alpha      | Byron        | Byron          |

### Desafío de sentencia y servicios
Como su nombre lo indica, esta competencia se realiza con el fin de salvaguardar los servicios de los que disponen los participantes: agua, luz, gas y arriendo. Al igual que en el Desafío de Hambre, el equipo que obtenga el primer lugar podrá seguir disfrutando de todos estos recursos, mientras que el que ocupe el segundo puesto deberá seleccionar uno de los cuatro servicios mencionados. Los demás grupos perderán todas estas comodidades y quedarán a la deriva. Adicionalmente, el equipo que no tenga suficiente dinero para pagar el arriendo, irá a Playa Baja. Por último, los ganadores de esta prueba también tendrán la potestad de sentenciar a dos competidores a Desafío a Muerte.
| Etapa 1 | Etapa 1 | Etapa 1   | Etapa 1    | Etapa 1    | Etapa 1    | Etapa 1      | Etapa 1        |
| Semana  | Box     | Ganadores | 2.do Lugar | 3.er Lugar | 4.to Lugar | Sentenciados | Sentenciados   |
| ------- | ------- | --------- | ---------- | ---------- | ---------- | ------------ | -------------- |
| 1       |         | Alpha     | Gamma      | Beta       | Omega      | Black        | Flaca          |
| 2       |         | Alpha     | Omega      | Beta       | Gamma      | Mateus       | Gema           |
| 3       |         | Alpha     | Gamma      | Beta       | Omega      | Mackarthur   | Valeria        |
| 4       |         | Alpha     | Omega      | Beta       | Gamma      | Kaboom       | Caro           |
| Etapa 2 |         |           |            |            |            |              |                |
| Semana  | Box     | Ganadores | Ganadores  | 2.do Lugar | 2.do Lugar | 3.er Lugar   | Sentenciado(a) |
| 5       |         | Beta      | Beta       | Alpha      | Alpha      | Gamma        | Mackarthur     |
| 6       |         | Gamma     | Gamma      | Beta       | Beta       | Alpha        | Juli           |
| 7       |         | Beta      | Beta       | Gamma      | Gamma      | Alpha        | Iván           |
| 8       |         | Beta      | Beta       | Gamma      | Gamma      | Alpha        | Mai            |
| 9       |         | Gamma     | Gamma      | No Hubo    | No Hubo    | Beta         | Sensei         |
| 9       | Alpha   | Gamma     | Gamma      | No Hubo    | No Hubo    |              | Sensei         |
| 10      |         | Alpha     | Alpha      | Beta       | Beta       | Gamma        | Sara           |
| 11      |         | Gamma     | Gamma      | Alpha      | Alpha      | Beta         | JP             |
| 12      |         | Gamma     | Gamma      | Alpha      | Alpha      | Beta         | Aleja          |
| Etapa 3 |         |           |            |            |            |              |                |
| Semana  | Box     | Ganadores | Ganadores  | Derrotados | Derrotados | Sentenciada  | Sentenciada    |
| 13      |         | Beta      | Beta       | Alpha      | Alpha      | Daniela      | Daniela        |
| 14      |         | Alpha     | Alpha      | Beta       | Beta       | Guajira      | Guajira        |
| 15      |         | Beta      | Beta       | Alpha      | Alpha      | Aleja        | Aleja          |
| 16      |         | Beta      | Beta       | Alpha      | Alpha      | Aleja        | Aleja          |

Notas
1. ↑  El equipo ganó una motocicleta para cada uno de sus integrantes.

### Desafío de sentencia y bienestar
En esta oportunidad, los equipos compiten para conservar los otros espacios que hay en cada vivienda: habitaciones, gimnasio, piscina, bar, etc. Nuevamente, el ganador seguirá disfrutando de todos estos lujos, así como el segundo lugar decidirá con cuál quedarse. Los dos grupos perdedores no tendrán más remedio que ingeniárselas para subsistir en medio de las adversidades. Por otra parte, los triunfadores de este reto tendrán la posibilidad de sentenciar a dos concursantes a Desafío a Muerte.
| Etapa 1 | Etapa 1 | Etapa 1   | Etapa 1    | Etapa 1    | Etapa 1    | Etapa 1      | Etapa 1        |
| Semana  | Box     | Ganadores | 2.do Lugar | 3.er Lugar | 4.to Lugar | Sentenciados | Sentenciados   |
| ------- | ------- | --------- | ---------- | ---------- | ---------- | ------------ | -------------- |
| 1       |         | Alpha     | Beta       | Omega      | Gamma      | Yan          | Valeria        |
| 2       |         | Gamma     | Omega      | Beta       | Alpha      | Escudero     | Juli           |
| 3       |         | Alpha     | Beta       | Omega      | Gamma      | Ricky        | Gema           |
| 4       |         | Alpha     | Beta       | Gamma      | Omega      | Mackarthur   | Saskya         |
| Etapa 2 |         |           |            |            |            |              |                |
| Semana  | Box     | Ganadores | Ganadores  | 2.do Lugar | 2.do Lugar | 3.er Lugar   | Sentenciado(a) |
| 5       |         | Alpha     | Alpha      | Gamma      | Gamma      | Beta         | Escudero       |
| 6       |         | Gamma     | Gamma      | Alpha      | Alpha      | Beta         | Aleja          |
| 7       |         | Gamma     | Gamma      | Alpha      | Alpha      | Beta         | Byron          |
| 8       |         | Alpha     | Alpha      | Gamma      | Gamma      | Beta         | Gema           |
| 9       |         | Alpha     | Alpha      | Beta       | Beta       | Gamma        | Mateus         |
| 10      |         | Gamma     | Gamma      | Alpha      | Alpha      | Beta         | Kate           |
| 11      |         | Gamma     | Gamma      | Alpha      | Alpha      | Beta         | Byron          |
| 12      |         | Gamma     | Gamma      | Alpha      | Alpha      | Beta         | Daniela        |
| Etapa 3 |         |           |            |            |            |              |                |
| Semana  | Box     | Ganadores | Ganadores  | Derrotados | Derrotados | Sentenciado  | Sentenciado    |
| 13      |         | Alpha     | Alpha      | Beta       | Beta       | Iván         | Iván           |
| 14      |         | Beta      | Beta       | Alpha      | Alpha      | Sensei       | Sensei         |
| 15      |         | Alpha     | Alpha      | Beta       | Beta       | Escudero     | Escudero       |
| 16      |         | Alpha     | Alpha      | Beta       | Beta       | Rapelo       | Rapelo         |

### Desafío de sentencia, premio y castigo
Esta prueba tiene el propósito de enfrentar a los equipos para ganar un premio especial. El grupo que queda en primer lugar es merecedor de algunas recompensas (viaje, comida, baile, etc.), además de tener dos responsabilidades importantes: seleccionar a un equipo rival al que se aplicará una sanción y sentenciar a dos participantes a Desafío a Muerte.
| 1       |     | Rafting por el Río Tobia.                | Alpha   | 5 M COP  | Byron   | Introducirse en un tanque con agua helada por ciclos durante una noche.     | Gamma   | Alpha | Beta      | Gamma     | Omega      | Primo      | Gema       |                |
| 2       |     | Fiesta de antifaces en el Club House.    | Beta    |          | Guajira | Permanecer con guantes de boxeo por 24 horas.                               | Gamma   | Beta  | Alpha     | Gamma     | Omega      | Yan        | Aleja      |                |
| 3       |     | Fiesta carnavalera en el Club House.     | Gamma   | 10 M COP | Flaca   | Rapar la cabeza de dos hombres y una mujer.                                 | Beta    | Gamma | Beta      | Omega     | Alpha      | Kaboom     | Sara       |                |
| 4       |     | Jornada de masajes.                      | Alpha   | 5 M COP  | Juli    | Talar una cantidad considerable de troncos de madera con una medida exacta. | Gamma   | Alpha | Gamma     | Beta      | Omega      | Escudero   | Kate       |                |
| Etapa 2 |     |                                          |         |          |         |                                                                             |         |       |           |           |            |            |            |                |
| Sem.    | Box | Premios                                  | Premios | Premios  | Premios | Castigo                                                                     | Castigo |       | Ganadores | Ganadores | 2.do Lugar | 2.do Lugar | 3.er Lugar | Sentenciado(a) |
| 5       |     | Fiesta de feria en el Club House.        | Beta    | 5 M COP  | Yan     | Permanecer inmovilizados con yeso los brazos y las piernas por 24 horas.    | Alpha   | Beta  | Beta      | Alpha     | Alpha      | Gamma      | Sensei     |                |
| 6       |     | Paseo por el Río Negro.                  | Beta    | 10 M COP | Ricky   | Quitar el 50% del dinero obtenido a otro equipo.                            | Alpha   | Beta  | Beta      | Gamma     | Gamma      | Alpha      | Guajira    |                |
| 7       |     | Fiesta Blanca en el Club House           | Gamma   |          | Flaca   | Permanecer esposados por 24 horas.                                          | Beta    | Gamma | Gamma     | Alpha     | Alpha      | Beta       | Escudero   |                |
| 8       |     | Fiesta de disfrases en el Club House.    | Alpha   | 15 M COP | Daniela | Permanecer en cama de piedras por 12 horas.                                 | Beta    | Alpha | Alpha     | Beta      | Beta       | Gamma      | Guajira    |                |
| 9       |     | Fiesta ritual de fuego en el Club House. | Alpha   | 10 M COP | Bogdan  | Ejercicio en bicicleta por 12 horas                                         | Beta    | Alpha | Alpha     | Gamma     | Gamma      | Beta       | Yan        |                |
| 10      |     | Cabalgata                                | Alpha   | 10 M COP | Rapelo  | Noche a la deriva en bote                                                   | Gamma   | Alpha | Alpha     | Gamma     | Gamma      | Beta       | Mai        |                |
| 11      |     | Mañana de spa y desayuno                 | Beta    | 10 M COP | Sara    | Noche de baile                                                              | Alpha   | Beta  | Beta      | Gamma     | Gamma      | Alpha      | Rapelo     |                |
| 12      |     | Almuerzo.                                | Gamma   | 10 M COP | Kaboom  | 24 horas en Playa Baja.                                                     | Alpha   | Gamma | Gamma     | Alpha     | Alpha      | Beta       | Valeria    |                |
| Etapa 3 |     |                                          |         |          |         |                                                                             |         |       |           |           |            |            |            |                |
| Sem.    | Box | Premios                                  | Premios | Premios  | Premios | Castigo                                                                     | Castigo |       | Ganadores | Ganadores | Ganadores  | Derrotados | Derrotados | Sentenciada    |
| 13      |     | Almuerzo al estilo western               | Alpha   | 20 M COP | Sensei  | Encadenados a esferas de cemento durante 24 horas                           | Beta    | Alpha | Alpha     | Alpha     | Beta       | Beta       | Juli       |                |
| 14      |     | Desayuno                                 | Beta    | 50 M COP | Mai     | Trasladar los objetos pesados al Box Negro.                                 | Alpha   | Beta  | Beta      | Beta      | Alpha      | Alpha      | Cifuentes  |                |
| 15      |     | Experiencia de bienestar                 | Beta    | 20 M COP | Rapelo  | Permanecer esposados por 24 horas.                                          | Alpha   | Beta  | Beta      | Beta      | Alpha      | Alpha      | Flaca      |                |
| 16      |     | Visita de un familiar por participante   | Beta    | 60 M COP | Juli    | No poder compartir con los familiares                                       | Alpha   | Beta  | Beta      | Beta      | Alpha      | Alpha      | Mai        |                |

## Recompensas

### Mejor equipo del ciclo
Cada vez que un equipo alcanza la victoria en algún Desafío de Sentencia, automáticamente se convierte en opcionado al premio de mejor equipo del ciclo, el cual, además de lograr este reconocimiento, recibe una suma considerable de dinero. A diferencia de la temporada anterior, en la que los encargados de elegir al ganador de la categoría eran los televidentes a través de sus votos en la página web oficial del programa, esta vez será el desempeño de los jugadores el que decidirá su futuro, puesto que el grupo con el mejor rendimiento será acreedor de la recompensa.
| Etapa 1 | Etapa 1   | Etapa 1   | Etapa 1   | Etapa 1   | Etapa 1        | Etapa 1 |
| Semana  | Nominados | Nominados | Nominados | Nominados | Recompensa     | Ganador |
| Semana  | Equipo 1  | Equipo 2  | Equipo 3  | Equipo 4  | Recompensa     | Ganador |
| ------- | --------- | --------- | --------- | --------- | -------------- | ------- |
| 1       | Alpha     | Alpha     | Alpha     | Alpha     | 10 000 000 COP | Alpha   |
| 2       | Gamma     | Alpha     | Gamma     | Beta      | 10 000 000 COP | Gamma   |
| 3       | Alpha     | Alpha     | Alpha     | Gamma     | 10 000 000 COP | Alpha   |
| 4       | Alpha     | Alpha     | Alpha     | Alpha     | 10 000 000 COP | Alpha   |
| Etapa 2 |           |           |           |           |                |         |
| Semana  | Nominados | Nominados | Nominados | Nominados | Recompensa     | Ganador |
| Semana  | Equipo 1  | Equipo 2  | Equipo 3  | Equipo 4  | Recompensa     | Ganador |
| 5       | Gamma     | Beta      | Alpha     | Beta      | 15 000 000 COP | Beta    |
| 6       | Alpha     | Gamma     | Gamma     | Beta      | 15 000 000 COP | Gamma   |
| 7       | Alpha     | Beta      | Gamma     | Gamma     | 15 000 000 COP | Gamma   |
| 8       | Gamma     | Beta      | Alpha     | Alpha     | 15 000 000 COP | Alpha   |
| 9       | Gamma     | Gamma     | Alpha     | Alpha     | 20 000 000 COP | Gamma   |
| 9       | Gamma     | Gamma     | Alpha     | Alpha     | 20 000 000 COP | Alpha   |
| 10      | Gamma     | Alpha     | Gamma     | Alpha     | 20 000 000 COP | Gamma   |
| 10      | Gamma     | Alpha     | Gamma     | Alpha     | 20 000 000 COP | Alpha   |
| 11      | Alpha     | Gamma     | Gamma     | Beta      | 20 000 000 COP | Gamma   |
| 12      | Gamma     | Gamma     | Gamma     | Gamma     | 20 000 000 COP | Gamma   |
| Etapa 3 |           |           |           |           |                |         |
| Semana  | Nominados | Nominados | Nominados | Nominados | Recompensa     | Ganador |
| Semana  | Equipo 1  | Equipo 2  | Equipo 3  | Equipo 4  | Recompensa     | Ganador |
| 13      | Beta      | Beta      | Alpha     | Alpha     | 25 000 000 COP | Beta    |
| 13      | Beta      | Beta      | Alpha     | Alpha     | 25 000 000 COP | Alpha   |
| 14      | Beta      | Alpha     | Beta      | Beta      | 30 000 000 COP | Beta    |
| 15      | Beta      | Beta      | Alpha     | Beta      | 35 000 000 COP | Beta    |
| 16      | Beta      | Beta      | Alpha     | Beta      | 40 000 000 COP | Beta    |

### Premios Extras
Desde la semana 11, en esta edición del desafío existen pruebas ocasionales en las que el ganador es premiado con un premio especial otorgado por un patrocinador, este premio puede ser dinero (20 M COP) o algún artículo especial. 
| Semana | Patrocinador      | Prueba                                 | Premio                 | Equipo ganador |
| ------ | ----------------- | -------------------------------------- | ---------------------- | -------------- |
| 11     | Rexona            | Desafío de sentencia, premio y castigo | 20 M COP               | Beta           |
| 14     | Rexona            | Desafío de sentencia y bienestar       | 20 M COP               | Beta           |
| 15     | Colgate           | Desafío de sentencia y bienestar       | Kit de limpieza dental | Alpha          |
| 16     | Grupo UMA y BAJAJ | Desafío de sentencia y servicios       | Dominar 400 (x c/u).   | Beta           |
| 16     | Carey             | Desafío de sentencia y bienestar       | 20 M COP               | Alpha          |

### Servicio de Internet
El equipo ganador del desafío de sentencia y servicios adquiere la posibilidad de seleccionar a uno de sus integrantes para que tenga acceso a sus redes sociales durante un tiempo reducido. En ese lapso, los televidentes pueden conocer a qué se dedica, cuáles son sus aspiraciones, qué logros ha obtenido a nivel personal o profesional, etc.
| Etapa 1 | Etapa 1        | Etapa 1              |
| Semana  | Equipo ganador | Participante         |
| ------- | -------------- | -------------------- |
| 1       | Alpha          | Daniela Taborda      |
| 2       | Alpha          | Camilo Bogdan        |
| 3       | Alpha          | Juliana Tovar        |
| 4       | Alpha          | Sara Cifuentes       |
| Etapa 2 |                |                      |
| Semana  | Equipo ganador | Participante         |
| 5       | Beta           | Ricky Rodríguez      |
| 6       | Gamma          | Johana Gómez "Flaca" |
| 7       | Beta           | Yan Pizo             |
| 8       | Beta           | Alejandro Escudero   |

### Mensaje de casa
A partir de la semana 9, el equipo ganador del Desafío de sentencia y servicios obtiene el derecho de elegir a un participante, que tendrá el privilegio de poder recibir un mensaje desde casa, representado en algunas cartas, fotografías y recuerdos especiales.
| Etapa 2 | Etapa 2        | Etapa 2              | Etapa 2 |
| Semana  | Equipo ganador | Participante         |         |
| ------- | -------------- | -------------------- | ------- |
| 9       | Gamma          | Maira Padilla "Mai"  |         |
| 10      | Alpha          | Rafael Rapelo        |         |
| 11      | Gamma          | Óscar Rivas "Kaboom" |         |
| 12      | Gamma          | Iván Gutiérrez       |         |
| Etapa 3 |                |                      |         |
| Semana  | Equipo ganador | Participante         |         |
| 13      | Beta           | Kelly Ríos "Guajira" |         |
| 14      | Alpha          | Sara Cifuentes       |         |
| 15      | Beta           | Juliana Tovar        |         |
| 16      | Beta           | Yan Pizo             |         |

### El Cubo
El Cubo es un espacio donde el ganador tiene la oportunidad de compartir un momento íntimo junto a otro participante de su elección. En este lugar, ambos podrán comer y descansar durante una noche. La llave del cubo se suele dar al ganador de cierta prueba o se deja en una pista y el equipo que logre obtenerla debe elegir a uno de sus participantes para que se quede con ella. Luego, éste le enviará una carta de invitación al desafiante que quiera, el cual puede ser de cualquier equipo.
| Etapa 1 | Etapa 1                                | Etapa 1                | Etapa 1              |
| Semana  | Prueba                                 | Ganador (a)            | Invitado(a)          |
| ------- | -------------------------------------- | ---------------------- | -------------------- |
| 2       | Desafío de sentencia, premio y castigo | Alejandra Ulloa "Gema" | Alejandro Escudero   |
| 3       | Desafío de sentencia, premio y castigo | Maira Padilla "Mai"    | David Mateus         |
| Etapa 2 |                                        |                        |                      |
| Semana  | Prueba                                 | Ganador (a)            | Invitado(a)          |
| 6       | La Subasta                             | Juliana Tovar          | Rafael Rapelo        |
| 7*      | La Subasta                             | Yan Pizo               | Johana Gómez "Flaca" |
| 8       | La Subasta                             | Sara Velásquez         | Camilo Bogdan        |
| 9       | La Subasta                             | Sara Cifuentes         | Daniela Taborda      |
| 12      | La Subasta                             | Ricky Rodríguez        | Juliana Tovar        |

*Los invitados al Cubo en esta ocasión, rompieron las reglas y por ello tuvieron que asumir un castigo de $50.000.000 entre los dos equipos o, de lo contrario, pasar cuatro ciclos consecutivos en Playa Baja. Al final, el dinero fue reunido por los dos equipos y se salvaron de dicha sanción, Aunque Johana Gómez "Flaca" y Yan Pizo asumieron otra sanción particular, definida por sus equipos, Gamma y Beta.

### La Subasta
La Subasta es un espacio en el que todos los participantes tienen la posibilidad de comprar un plato de comida, presentado por la anfitriona del programa, Gabriela Tafur, quien, además, se encarga de fijar un precio inicial, que va aumentando de acuerdo al interés de los concursantes. Esta actividad se realiza después del desafío de sentencia y hambre. La preparación debe ser consumida individualmente, por lo tanto, no puede ser compartida con el grupo.
| Etapa 1 | Etapa 1 | Etapa 1                                     | Etapa 1        | Etapa 1       |
| Semana  | Platillo | Ganador/a                                   | Precio Inicial | Precio Final  |
| ------- | --- | ------------------------------------------- | -------------- | ------------- |
| 2       | Bandeja paisa y chicharrón con mazamorra y limón.                                                                   | Franklin Reyes "Black"                      | 100.000 COP    | 130.000 COP   |
| 3       | Pescado sierra con patacones y sancocho de pescado.                                                                 | Franklin Reyes "Black"                      | 300.000 COP    | 300.000 COP   |
| 4       | Picada (Carne, Morcilla, Chicharrón, Salchicha, Papa Criolla y Chorizo) y Refajo (Gaseosa y Cerveza).               | Valeria Restrepo y Sara Velásquez           | 1.000.000 COP  | 2.000.000 COP |
| Etapa 2 | |                                             |                |               |
| Semana  | Platillo | Ganador/a                                   | Precio Inicial | Precio Final  |
| 5       | Costillas B. B. Q.                                                                                                  | Alejandro Calderón "Sensei" y Rafael Rapelo | 1.000.000 COP  | 2.100.000 COP |
| 6       | Comida Rápida (Hamburguesa, Perro Caliente, Papa frita, Donas).                                                     | Juliana Tovar                               | 1.500.000 COP  | 6.100.000 COP |
| 7       | Arroz chino (con galletas de la fortuna y un refresco).                                                             | Johana Gómez "Flaca"                        | 2.000.000 COP  | 6.300.000 COP |
| 8       | Pollo Asado. | Sara Velásquez                              | 2.000.000 COP  | 4.000.000 COP |
| 9       | Cena para dos personas en un restaurante.                                                                           | Sara Cifuentes y Daniela Taborda            | 4.000.000 COP  | 6.000.000 COP |
| 10      | Bandeja de fritos (arepas de huevo, patacones con ahoga 'o, empanadas, arepas rellenas de guacamole, queso y carne) | Nadie aposto                                | 2.000.000 COP  | Nadie aposto  |
| 11      | Bandeja de mar (Camarones, mejillones, calamar, etc)                                                                | Kate López                                  | 2.000.000 COP  | 2.000.000 COP |
| 12      | Cena en galería | Ricky Rodríguez                             | 4.000.000 COP  | 8.500.000 COP |

## Eliminación

### Desafío a Muerte
Es realizado al final de la semana. En esta prueba, se enfrentan todos los participantes sentenciados a lo largo del ciclo. Los desafiantes compiten individualmente divididos por géneros, con el propósito de no abandonar el programa. Al final, son dos los eliminados, un hombre y una mujer.
| Etapa 1 | Etapa 1      | Etapa 1      | Etapa 1      | Etapa 1      | Etapa 1             | Etapa 1             | Etapa 1             | Etapa 1        | Etapa 1 | Etapa 1               |
| ------- | ------------ | ------------ | ------------ | ------------ | ------------------- | ------------------- | ------------------- | -------------- | ------- | --------------------- |
| Semana  | Sentenciados | Sentenciados | Sentenciados | Sentenciados |                     | 1.eros Lugares      | 2.dos Lugares       | 3.eros Lugares |         | Eliminado y Eliminada |
| 1       | Iván         | Black        | Yan          | Primo        | Iván                | Yan                 | Black               | Primo          |         |                       |
| 1       | Paz          | Flaca        | Valeria      | Gema         | Flaca               | Valeria             | Gema                | Paz            |         |                       |
| 2       | Bogdan       | Mateus       | Escudero     | Yan          | Bogdan              | Mateus              | Yan                 | Escudero       |         |                       |
| 2       | Sara         | Gema         | Juli         | Aleja        | Juli                | Sara                | Gema                | Aleja          |         |                       |
| 3       | Alfredo      | Mackarthur   | Ricky        | Kaboom       | Ricky               | Mackarthur          | Kaboom              | Alfredo        |         |                       |
| 3       | Guajira      | Valeria      | Gema         | Sara         | Gema                | Valeria             | Sara                | Guajira        |         |                       |
| 4       | JP           | Kaboom       | Mackarthur   | Escudero     | Kaboom              | Mackarthur          | Escudero            | JP             |         |                       |
| 4       | Sara         | Caro         | Saskya       | Kate         | Saskya              | Kate                | Sara                | Caro           |         |                       |
| Etapa 2 |              |              |              |              |                     |                     |                     |                |         |                       |
| Semana  | Sentenciados | Sentenciados | Sentenciados | Sentenciados |                     | 1.er Lugar          | 2.do Lugar          | 3.er Lugar     |         | Eliminado(a)          |
| 5       | Rapelo       | Mackarthur   | Escudero     | Sensei       | No hubo competencia | No hubo competencia | No hubo competencia | —              |         |                       |
| 6       | Maryam       | Juli         | Aleja        | Guajira      | Aleja               | Guajira             | Juli                | Maryam         |         |                       |
| 7       | Mateus       | Iván         | Byron        | Escudero     | Iván                | Escudero            | Mateus              | Byron          |         |                       |
| 8       | Flaca        | Daniela      | Mai          | Gema         | Flaca               | Guajira             | Mai                 | Gema           |         |                       |
| 8       | Guajira      | Guajira      | Guajira      | Guajira      | Daniela             | Daniela             | Daniela             | Gema           |         |                       |
| 9       | Rapelo       | Sensei       | Mateus       | Yan          | Sensei              | Yan                 | Rapelo              | Mateus         |         |                       |
| 10      | Juli         | Sara         | Kate         | Mai          | Juli                | Mai                 | Kate                | Sara           |         |                       |
| 11      | Escudero     | JP           | Byron        | Rapelo       | Rapelo              | Byron               | Escudero            | JP             |         |                       |
| 12      | Cifuentes    | Aleja        | Daniela      | Valeria      | Cifuentes           | Aleja               | Daniela             | Valeria        |         |                       |
| Etapa 3 |              |              |              |              |                     |                     |                     |                |         |                       |
| Semana  | Sentenciados | Sentenciados | Sentenciados | Sentenciados |                     | Ganadores           | Ganadores           | Ganadores      |         | Eliminado y Eliminada |
| 13      | Byron        | Byron        | Iván         | Iván         | Byron               | Byron               | Byron               | Iván           |         |                       |
| 13      | Daniela      | Daniela      | Juli         | Juli         | Juli                | Juli                | Juli                | Daniela        |         |                       |
| 14      | Ricky        | Ricky        | Sensei       | Sensei       | Sensei              | Sensei              | Sensei              | Ricky          |         |                       |
| 14      | Guajira      | Guajira      | Cifuentes    | Cifuentes    | Guajira             | Guajira             | Guajira             | Cifuentes      |         |                       |
| 15      | Kaboom       | Kaboom       | Escudero     | Escudero     | Kaboom              | Kaboom              | Kaboom              | Escudero       |         |                       |
| 15      | Aleja        | Aleja        | Flaca        | Flaca        | Aleja               | Aleja               | Aleja               | Flaca          |         |                       |
| 16      | Byron        | Byron        | Rapelo       | Rapelo       | Byron               | Byron               | Byron               | Rapelo         | Rapelo  |                       |
| 16      | Aleja        | Aleja        | Mai          | Mai          | Aleja               | Aleja               | Aleja               | Mai            | Mai     |                       |

Notas
1. ↑ Sub: Participante que reingresa al Desafío.

## Final

#### Semifinal
Las competencias de la semifinal se  realizaron después del último Desafío a Muerte donde, los ocho desafiantes, divididos por géneros, se enfrentan en dos pruebas decisivas.
En la primera prueba el mejor desafiante de cada género califica directamente a la Final, el segundo y tercer puesto califican al repechaje, y el último es eliminado de la competencia.
| Etapa 4 | Etapa 4                     | Etapa 4              | Etapa 4                     | Etapa 4        |
| Semana  | Desafiantes                 | Desafiantes          | Finalistas                  | Eliminados     |
| ------- | --------------------------- | -------------------- | --------------------------- | -------------- |
| 17      | Alejandro Calderón "Sensei" | Óscar Rivas "Kaboom" | Alejandro Calderón "Sensei" | Byron Riveros  |
| 17      | Yan Pizo                    | Byron Riveros        | Alejandro Calderón "Sensei" | Byron Riveros  |
| 17      | Juliana Tovar               | Kelly Ríos "Guajira" | Kelly Ríos "Guajira"        | Sara Velásquez |
| 17      | Sara Velásquez              | Alejandra Martínez   | Kelly Ríos "Guajira"        | Sara Velásquez |

#### Repechaje
En la segunda prueba de la semifinal, el segundo y tercer puesto de cada género de la prueba anterior compiten por el último cupo a la Final.
| Etapa 4 | Etapa 4            | Etapa 4              | Etapa 4            | Etapa 4              |
| Semana  | Desafiantes        | Desafiantes          | Finalistas         | Eliminados           |
| ------- | ------------------ | -------------------- | ------------------ | -------------------- |
| 18      | Alejandra Martínez | Juliana Tovar        | Alejandra Martínez | Juliana Tovar        |
| 18      | Yan Pizo           | Óscar Rivas "Kaboom" | Yan Pizo           | Óscar Rivas "Kaboom" |

#### Desafío Final
El Desafío Final se llevó a cabo mediante una última prueba entre los dos participantes de cada género que ganaron las semifinales.
| Etapa 5 | Etapa 5                     | Etapa 5            | Etapa 5                     |
| Semana  | Desafiantes                 | Desafiantes        | Ganadores                   |
| ------- | --------------------------- | ------------------ | --------------------------- |
| 19      | Kelly Ríos "Guajira"        | Alejandra Martínez | Alejandra Martínez          |
| 19      | Alejandro Calderón "Sensei" | Yan Pizo           | Alejandro Calderón "Sensei" |

Otros premios
| Título                                          | Premio      | Ganador  |
| ----------------------------------------------- | ----------- | -------- |
| Superhumano más humano (elegido por el público) | Motocicleta | Yan Pizo |

| Título                          | Premio      | Ganador              |
| ------------------------------- | ----------- | -------------------- |
| Superhumano más humano (prueba) | Motocicleta | David Mateus         |
| Superhumano más humano (prueba) | Motocicleta | Johana Gómez "Flaca" |

## Eximiciones o retiros
| Alpha   | Beta                                     | Gamma                                 | Omega                              |                           |
| 1       |                                          |                                       |                                    |                           |
| 2       | Daniela y Rapelo                         | Gema y Mackarthur                     | Caro y Mateus                      |                           |
| 3       | Cifuentes, Juli, Maryam, Bogdan y Rapelo | Gema, Guajira, Sara, Alfredo y Kaboom | Caro, Flaca, Margoth, Mateus y Yan | Saskya                    |
| 4       | Daniela, Maryam, Bogdan y Rapelo         | Sara y Kaboom                         | Caro, Aleja, Mateus y Iván         |                           |
| Etapa 2 |                                          |                                       |                                    |                           |
| Semana  | Equipos                                  | Equipos                               | Equipos                            | Equipos                   |
| Semana  | Alpha                                    | Beta                                  | Gamma                              | Gamma                     |
| 5       | Aleja, Valeria, Bogdan y Rapelo          | Kate, Sara, Ricky y Escudero          | Mai, Gema, Black y Kaboom          | Mai, Gema, Black y Kaboom |
| 6       | Mackarthur                               | Yan                                   |                                    |                           |
| 7       | Cifuentes, Aleja, Bogdan y Mackarthur    | Sara, Juli, Yan y Byron               | Flaca, Guajira y Mateus            | Flaca, Guajira y Mateus   |
| 8       | Aleja, Daniela, Rapelo y JP              | Sara y Escudero                       |                                    |                           |
| 9       | Cifuentes, Daniela, Bogdan y Rapelo      | Kate y Escudero                       | Guajira y Kaboom                   | Guajira y Kaboom          |
| 10      |                                          |                                       |                                    |                           |
| 11      |                                          |                                       |                                    |                           |
| 12      |                                          |                                       |                                    |                           |
| Etapa 3 |                                          |                                       |                                    |                           |
| Semana  | Equipos                                  | Equipos                               | Equipos                            | Equipos                   |
| Semana  | Alpha                                    | Alpha                                 | Beta                               | Beta                      |
| 13      | Kaboom y Aleja                           | Kaboom y Aleja                        | Escudero y Sara                    | Escudero y Sara           |
| 14      | Kaboom                                   | Kaboom                                | Sara                               | Sara                      |
| 15      | Byron                                    | Byron                                 | Escudero, Guajira y Sara           | Escudero, Guajira y Sara  |
| 16      | Sensei                                   | Sensei                                | Mai, Juli y Sara                   | Mai, Juli y Sara          |

| Desafío de sentencia y servicios | Desafío de sentencia y servicios              | Desafío de sentencia y servicios                 | Desafío de sentencia y servicios | Desafío de sentencia y servicios | Desafío de sentencia y servicios | Desafío de sentencia y servicios |
| Etapa 1                          | Etapa 1                                       | Etapa 1                                          | Etapa 1                          | Etapa 1                          | Etapa 1                          | Etapa 1                          |
| Semana                           | Equipos                                       | Equipos                                          | Equipos                          | Equipos                          | Equipos                          | Equipos                          |
| -------------------------------- | --------------------------------------------- | ------------------------------------------------ | -------------------------------- | -------------------------------- | -------------------------------- | -------------------------------- |
| Semana                           | Alpha                                         | Beta                                             | Gamma                            | Gamma                            | Omega                            | Omega                            |
| 1                                | Daniela y Bogdan                              | Gema y Kaboom                                    | Margoth y Mateus                 | Margoth y Mateus                 | Kate y Escudero                  | Kate y Escudero                  |
| 2                                | Maryam, Juli, Byron y Bogdan                  | Sara, Valeria, Alfredo y Kaboom                  | Margoth, Mai, Yan y Black        | Margoth, Mai, Yan y Black        | Saskya y JP                      | Saskya y JP                      |
| 3                                | Daniela, Juli, Maryam, Bogdan, Byron y Sensei | Gema, Sara, Valeria, Alfredo, Mackarthur y Ricky | Caro, Mai, Black, Iván y Mateus  | Margoth                          | Kate                             | Felino                           |
| 4                                | Cifuentes, Juli, Byron y Sensei               | Gema y Mackarthur                                | Flaca, Mai, Yan y Black          | Flaca, Mai, Yan y Black          |                                  |                                  |
| Etapa 2                          |                                               |                                                  |                                  |                                  |                                  |                                  |
| Semana                           | Equipos                                       | Equipos                                          | Equipos                          | Equipos                          | Equipos                          | Equipos                          |
| Semana                           | Alpha                                         | Beta                                             | Beta                             | Gamma                            | Gamma                            | Gamma                            |
| 5                                |                                               |                                                  |                                  |                                  |                                  |                                  |
| 6                                | Daniela y Mackarthur                          | Kate y Escudero                                  | Kate y Escudero                  | Gema                             | Gema                             | Gema                             |
| 7                                | Valeria y Sensei                              | Ricky                                            | Ricky                            | Gema                             | Gema                             | Gema                             |
| 8                                | Cifuentes, Valeria, Bogdan y Sensei           | Kate y Ricky                                     | Kate y Ricky                     | Guajira, Mai y Kaboom            | Guajira, Mai y Kaboom            | Guajira, Mai y Kaboom            |
| 9                                | Aleja, Valeria, JP y Sensei                   | Juli y Yan                                       | Juli y Yan                       | Flaca y Mateus                   | Flaca y Mateus                   | Flaca y Mateus                   |
| 10                               |                                               |                                                  |                                  |                                  |                                  |                                  |
| 11                               |                                               |                                                  |                                  |                                  |                                  |                                  |
| 12                               | Daniela, Byron y Valeria                      | Yan                                              | Yan                              | Flaca                            | Flaca                            | Flaca                            |
| Etapa 2                          |                                               |                                                  |                                  |                                  |                                  |                                  |
| Semana                           | Equipos                                       | Equipos                                          | Equipos                          | Equipos                          | Equipos                          | Equipos                          |
| Semana                           | Alpha                                         | Alpha                                            | Alpha                            | Beta                             | Beta                             | Beta                             |
| 13                               |                                               |                                                  |                                  |                                  |                                  |                                  |
| 14                               | Byron y Ricky                                 | Byron y Ricky                                    | Byron y Ricky                    | Escudero y Juli                  | Escudero y Juli                  | Escudero y Juli                  |
| 15                               | Sensei                                        | Sensei                                           | Sensei                           | Juli, Mai y Yan                  | Juli, Mai y Yan                  | Juli, Mai y Yan                  |
| 16                               | Byron                                         | Byron                                            | Byron                            | Guajira, Juli y Sara             | Guajira, Juli y Sara             | Guajira, Juli y Sara             |

| Alpha   | Beta                                           | Gamma                                          | Omega                     |                             |
| 1       | Maryam y Rapelo                                | Sara y Ricky                                   | Caro e Iván               | Aleja y JP                  |
| 2       | Cifuentes, Bogdan, Rapelo y Sensei             | Gema, Kaboom, Mackarthur y Ricky               | Caro, Iván, Mateus y Yan  | Escudero y Felino           |
| 3       | Cifuentes, Rapelo, Byron y Maryam              | Guajira, Ricky, Mackarthur y Valeria           | Flaca, Iván, Yan y Aleja  |                             |
| 4       | Maryam, Bogdan, Rapelo y Juli                  | Sara y Ricky                                   | Mai, Black, Yan y Aleja   |                             |
| Etapa 2 |                                                |                                                |                           |                             |
| Semana  | Equipos                                        | Equipos                                        | Equipos                   | Equipos                     |
| Semana  | Alpha                                          | Alpha                                          | Beta                      | Gamma                       |
| 5       | Aleja y Bogdan                                 | Aleja y Bogdan                                 | Juli y Yan                | Saskya y Iván               |
| 6       | Cifuentes, Aleja, Sensei y Bogdan              | Cifuentes, Aleja, Sensei y Bogdan              | Juli, Maryam, Ricky y Yan | Flaca, Guajira y Mateus     |
| 7       | Cifuentes, Rapelo, Mackarthur, Sensei y Bogdan | Cifuentes, Rapelo, Mackarthur, Sensei y Bogdan | Ricky, Escudero y Yan     | Gema, Kaboom, Mateus y Iván |
| 8       | Daniela y JP                                   | Daniela y JP                                   |                           | Flaca                       |
| 9       |                                                |                                                |                           |                             |
| 10      |                                                |                                                |                           |                             |
| 11      |                                                |                                                |                           |                             |
| 12      | Sensei, Cifuentes y Aleja                      | Sensei, Cifuentes y Aleja                      | Ricky                     | Guajira                     |
| Etapa 3 |                                                |                                                |                           |                             |
| Semana  | Equipos                                        | Equipos                                        | Equipos                   | Equipos                     |
| Semana  | Alpha                                          | Alpha                                          | Beta                      | Beta                        |
| 13      | Kaboom y Aleja                                 | Kaboom y Aleja                                 | Sara y Yan                | Sara y Yan                  |
| 14      | Sensei                                         | Sensei                                         | Guajira                   | Guajira                     |
| 15      | Flaca y Aleja                                  | Flaca y Aleja                                  | Guajira, Sara, Mai y Juli | Guajira, Sara, Mai y Juli   |
| 16      | Sensei                                         | Sensei                                         | Guajira, Mai y Juli       | Guajira, Mai y Juli         |

| Alpha   | Beta                               | Gamma                               | Omega                          |                              |
| 1       | Cifuentes, Juli, Bogdan y Sensei   | Gema, Valeria, Alfredo y Mackarthur | Flaca, Margoth, Black y Mateus | Paz, Saskya, Felino y Primo  |
| 2       | Juli y Byron                       | Sara y Alfredo                      | Flaca y Black                  |                              |
| 3       | Daniela, Juli, Bogdan y Sensei     | Gema, Sara, Alfredo y Kaboom        | Caro, Mai, Black y Mateus      |                              |
| 4       | Daniela, Cifuentes, Byron y Sensei | Gema y Mackarthur                   | Caro, Flaca, Iván y Mateus     |                              |
| Etapa 2 |                                    |                                     |                                |                              |
| Semana  | Equipos                            | Equipos                             | Equipos                        | Equipos                      |
| Semana  | Alpha                              | Alpha                               | Beta                           | Gamma                        |
| 5       | Valeria                            | Valeria                             | Sara                           | Gema                         |
| 6       | Daniela, Valeria, Aleja y Rapelo   | Daniela, Valeria, Aleja y Rapelo    | Maryam, Sara, Kate y Escudero  | Guajira, Gema y Mai          |
| 7       | Aleja, Mackarthur y Rapelo         | Aleja, Mackarthur y Rapelo          | Escudero                       | Gema y Mateus                |
| 8       | Cifuentes, Aleja, Bogdan y Rapelo  | Cifuentes, Aleja, Bogdan y Rapelo   | Kate y Escudero                | Mai, Gema y Mateus           |
| 9       |                                    |                                     |                                |                              |
| 10      |                                    |                                     |                                |                              |
| 11      |                                    |                                     |                                |                              |
| 12      | Byron, Daniela y Valeria           | Byron, Daniela y Valeria            | Escudero                       | Flaca                        |
| Etapa 3 |                                    |                                     |                                |                              |
| Semana  | Equipos                            | Equipos                             | Equipos                        | Equipos                      |
| Semana  | Alpha                              | Alpha                               | Beta                           | Beta                         |
| 13      | Byron, Daniela y Ricky             | Byron, Daniela y Ricky              | Escudero, Iván y Mai           | Escudero, Iván y Mai         |
| 14      | Kaboom, Sensei, Ricky y Byron      | Kaboom, Sensei, Ricky y Byron       | Escudero, Yan, Rapelo y Sara   | Escudero, Yan, Rapelo y Sara |
| 15      |                                    |                                     | Juli y Sara                    | Juli y Sara                  |
| 16      | Kaboom                             | Kaboom                              | Sara, Mai y Guajira            | Sara, Mai y Guajira          |

Leyenda
     Es eximido para igualar el número de participantes en un equipo.
     No es seleccionado para representar al equipo en la prueba.
     No compite por accidente o enfermedad.

## Audiencia
| Registro del Índice de audiencia | Registro del Índice de audiencia | Registro del Índice de audiencia                                          | Registro del Índice de audiencia | Registro del Índice de audiencia |
| Ep N°                            | Fecha                            | Descripción                                                               | Rating Personas                  | Posición                         |
| Marzo                            | Marzo                            | Marzo                                                                     | Marzo                            | Marzo                            |
| -------------------------------- | -------------------------------- | ------------------------------------------------------------------------- | -------------------------------- | -------------------------------- |
| 1                                | 22/3/2023                        | Desafío de sentencia y hambre / Desafío de sentencia y servicios          | 10.6                             | Primero                          |
| 2                                | 23/3/2023                        | Desafío de sentencia y bienestar / Desafío de sentencia, premio y castigo | 10.0                             | Primero                          |
| 3                                | 24/3/2023                        | Desafío a muerte                                                          | 9.1                              | Primero                          |
| 4                                | 27/3/2023                        | Desafío de sentencia y hambre                                             | 9.7                              | Primero                          |
| 5                                | 28/3/2023                        | Desafío de sentencia y servicios                                          | 8.8                              | Primero                          |
| 6                                | 29/3/2023                        | Desafío de sentencia y bienestar                                          | 9.7                              | Primero                          |
| 7                                | 30/3/2023                        | Desafío de sentencia, premio y castigo                                    | 9,7                              | Primero                          |
| 8                                | 31/3/2023                        | Desafío a muerte                                                          | 8.5                              | Primero                          |
| Abril                            |                                  |                                                                           |                                  |                                  |
| 9                                | 3/4/2023                         | Desafío de sentencia y hambre                                             | 9.4                              | Primero                          |
| 10                               | 4/4/2023                         | Desafío de sentencia y servicios                                          | 8.1                              | Primero                          |
| 11                               | 5/4/2023                         | Desafío de sentencia y bienestar                                          | 8.4                              | Primero                          |
| 12                               | 10/4/2023                        | Desafío de sentencia, premio y castigo                                    | 10.3                             | Primero                          |
| 13                               | 11/4/2023                        | Desafío a muerte                                                          | 9.5                              | Primero                          |
| 14                               | 12/4/2023                        | Desafío de sentencia y hambre                                             | 9.8                              | Primero                          |
| 15                               | 13/4/2023                        | Desafío de sentencia y servicios                                          | 9.7                              | Primero                          |
| 16                               | 14/4/2023                        | Desafío de sentencia y bienestar                                          | 9.4                              | Primero                          |
| 17                               | 17/4/2023                        | Desafío de sentencia, premio y castigo                                    | 9.7                              | Primero                          |
| 18                               | 18/4/2023                        | Desafío a muerte                                                          | 8.9                              | Primero                          |
| 19                               | 19/4/2023                        | Desafío de capitanes                                                      | 9.6                              | Primero                          |
| 20                               | 20/4/2023                        | Desafío de sentencia y hambre                                             | 8.8                              | Primero                          |
| 21                               | 21/4/2023                        | Desafío de sentencia y servicios                                          | 8.7                              | Primero                          |
| 22                               | 24/4/2023                        | Desafío sentencia y bienestar                                             | 9.5                              | Primero                          |
| 23                               | 25/4/2023                        | Desafío de sentencia, premio y castigo                                    | 9.4                              | Primero                          |
| 24                               | 26/4/2023                        | Desafío a Muerte (hombres)                                                | 10.4                             | Primero                          |
| 25                               | 27/4/2023                        | Desafío de sentencia y hambre                                             | 9.0                              | Primero                          |
| 26                               | 28/4/2023                        | Desafío sentencia y servicios                                             | 8.3                              | Primero                          |
| Mayo                             |                                  |                                                                           |                                  |                                  |
| 27                               | 2/5/2023                         | Desafío sentencia y bienestar                                             | 9.6                              | Primero                          |
| 28                               | 3/5/2023                         | Desafío sentencia, premio y castagio                                      | 10.1                             | Primero                          |
| 29                               | 4/5/2023                         | Desafío a muerte (mujeres)                                                | 9.0                              | Primero                          |
| 30                               | 5/5/2023                         | Desafío sentencia y hambre                                                | 9.6                              | Primero                          |
| 31                               | 8/5/2023                         | Desafío sentencia y servicios                                             | 9.8                              | Primero                          |
| 32                               | 9/5/2023                         | Desafío sentencia y bienestar                                             | 10.1                             | Primero                          |
| 33                               | 10/5/2023                        | Desafío sentencia premio y castigo                                        | 10.2                             | Primero                          |
| 34                               | 11/5/2023                        | Desafío a muerte (hombres)                                                | 10.0                             | Primero                          |
| 35                               | 12/5/2023                        | Desafío sentencia y hambre                                                | 9.1                              | Primero                          |
| 36                               | 15/5/2023                        | Desafío sentencia y servicios                                             | 10.2                             | Primero                          |
| 37                               | 16/5/2023                        | Desafío sentencia y bienestar                                             | 10.0                             | Primero                          |
| 38                               | 17/5/2023                        | Desafío sentencia, premio y castigo                                       | 9.4                              | Primero                          |
| 39                               | 18/5/2023                        | Desafío a muerte (mujeres)                                                | 9.7                              | Primero                          |
| 40                               | 19/5/2023                        | Desafío sentencia y hambre                                                | 9.9                              | Primero                          |
| 41                               | 23/5/2023                        | Desafío sentencia y servicios                                             | 10.1                             | Primero                          |
| 42                               | 24/5/2023                        | Desafío sentencia y bienestar                                             | 9.8                              | Primero                          |
| 43                               | 25/5/2023                        | Desafío sentencia, premio y castigo                                       | 10.2                             | Primero                          |
| 44                               | 26/5/2023                        | Desafío a muerte (hombres)                                                | 9.1                              | Primero                          |
| 45                               | 29/5/2023                        | Desafío sentencia y hambre / Desafío Sentencia y servicio                 | 10.8                             | Primero                          |
| 46                               | 30/5/2023                        | Desafío sentencia y bienestar / Desafío Premio y castigo                  | 10.9                             | Primero                          |
| 47                               | 31/5/2023                        | Desafío a muerte (mujeres)                                                | 10.0                             | Primero                          |
| junio                            |                                  |                                                                           |                                  |                                  |
| 48                               | 1/6/2023                         | Desafío de sentencia y hambre                                             | 10.0                             | Primero                          |
| 49                               | 2/6/2023                         | Desafío de sentencia y servicios                                          | 9.7                              | Primero                          |
| 50                               | 5/6/2023                         | Desafío de sentencia y bienestar                                          | 10.5                             | Primero                          |
| 51                               | 6/6/2023                         | Desafío de sentencia, premio y castigo                                    | 10.9                             | Primero                          |
| 52                               | 7/6/2023                         | Desafío a muerte (hombres)                                                | 10.5                             | Primero                          |
| 53                               | 8/6/2023                         | Desafío de sentencia y hambre                                             | 11.0                             | Primero                          |
| 54                               | 9/6/2023                         | Desafío de sentencia y servicios                                          | 10.5                             | Primero                          |
| 55                               | 13/6/2023                        | Desafío de sentencia y bienestar                                          | 10.6                             | Primero                          |
| 56                               | 14/6/2023                        | Desafío de sentencia, premio y castigo                                    | 10.6                             | Primero                          |
| 57                               | 15/6/2023                        | Desafío a muerte (mujeres)                                                | 10.5                             | Primero                          |
| 58                               | 16/6/2023                        | Desafío de capitanas                                                      | 10.5                             | Primero                          |
| 59                               | 20/6/2023                        | Desafío de sentencia y hambre                                             | 10.7                             | Primero                          |
| 60                               | 21/6/2023                        | Desafío de sentencia y servicios                                          | 8.1                              | Primero                          |
| 61                               | 22/6/2023                        | Desafío de sentencia y bienestar                                          | 9.7                              | Primero                          |
| 62                               | 23/6/2023                        | Desafío de sentencia, premio y castigo                                    | 9.6                              | Primero                          |
| 63                               | 26/6/2023                        | Desafío a muerte                                                          | 10.6                             | Primero                          |
| 64                               | 27/6/2023                        | Desafío de sentencia y hambre                                             | 10.9                             | Primero                          |
| 65                               | 28/6/2023                        | Desafío de sentencia y servicios                                          | 10.8                             | Primero                          |
| 66                               | 29/6/2023                        | Desafío de sentencia y bienestar                                          | 10.5                             | Primero                          |
| 67                               | 30/6/2023                        | Desafío de sentencia, premio y castigo                                    | 8.9                              | Primero                          |
| Julio                            |                                  |                                                                           |                                  |                                  |
| 68                               | 4/7/2023                         | Desafío a muerte                                                          | 11.6                             | Primero                          |
| 69                               | 5/7/2023                         | Desafío de sentencia y hambre                                             | 9.6                              | Primero                          |
| 70                               | 6/7/2023                         | Desafío de sentencia y servicios                                          | 11.3                             | Primero                          |
| 71                               | 7/7/2023                         | Desafío de sentencia y bienestar                                          | 9.7                              | Primero                          |
| 72                               | 10/7/2023                        | Desafío de sentencia, premio y castigo                                    | 11.0                             | Primero                          |
| 73                               | 11/7/2023                        | Desafío a muerte                                                          | 10.9                             | Primero                          |
| 74                               | 12/7/2023                        | Desafío de sentencia y hambre                                             | 11.4                             | Primero                          |
| 75                               | 13/7/2023                        | Desafío de sentencia y servicios                                          | 9.9                              | Primero                          |
| 76                               | 14/7/2023                        | Desafío de sentencia y bienestar                                          | 10.3                             | Primero                          |
| 77                               | 17/7/2023                        | Desafío de sentencia, premio y castigo                                    | 11.8                             | Primero                          |
| 78                               | 18/7/2023                        | Desafío a muerte                                                          | 12.3                             | Primero                          |
| 79                               | 19/7/2023                        | Semifinal (Hombres)                                                       | 11.1                             | Primero                          |
| 80                               | 20/7/2023                        | Semifinal (Mujeres)                                                       | 8.5                              | Primero                          |
| 81                               | 21/7/2023                        | Semifinal (Repechajes)                                                    | 10.4                             | Primero                          |
| 82                               | 25/7/2023                        | Final                                                                     | 13.0                             | Primero                          |

Leyenda
     Emisión más vista.
     Emisión menos vista.